# فيل إس. باران
فيل إس. باران (بالإنجليزية: Phil Baran)‏ هو كيميائي أمريكي، ولد في 10 أغسطس 1977 في بلدة دنفيل ‏ في الولايات المتحدة.